# Marcel Parent
Marcel Parent, född 25 oktober 1934 i Paris, är en fransk fäktare.

## Karriär
Vid junior-VM 1955 i Budapest tog Parent silver i sabel efter att slutat bakom ungerske József Szerencsés. Under samma år tog han även silver vid medelhavsspelen 1955 i Barcelona.
Vid VM 1965 i Paris var Parent en del av Frankrikes lag tillsammans med Claude Arabo, Robert Fraisse, Jacques Lefèvre och Jean-Ernest Ramez som tog brons i lagtävlingen i sabel. Vid VM 1966 i Moskva tog han sitt andra raka brons i lagtävlingen i sabel tillsammans med Claude Arabo, Jacques Lefèvre, Serge Panizza och Bernard Vallée. Vid VM 1967 i Montréal tog Parent sitt tredje raka brons i lagtävlingen i sabel tillsammans med Claude Arabo, Jean-Ernest Ramez, Serge Panizza och Bernard Vallée.
Parent tävlade för Frankrike vid tre olympiska spel: olympiska sommarspelen 1960 i Rom, olympiska sommarspelen 1964 i Tokyo och olympiska sommarspelen 1968 i Mexico City.